# みよし市立緑丘小学校
みよし市立緑丘小学校（みよししりつ みどりがおかしょうがっこう）は、愛知県みよし市三好丘緑一丁目にある公立小学校。略称は「緑小」（みどりしょう）。

## 概要
みよし市の北部丘陵地に新しく開発された新興住宅地の三好ヶ丘の中に位置する小学校である。障害者用に各所にスロープやトイレが設けられている。愛知県の人にやさしい街づくり条例により学校では第1号の認定証を授与された。廊下と教室を仕切る壁は可動式となっており、将来に渡り多目的な用途での利用も見こしているようである。校舎内の一部には床暖房を施したスペースがあるなど、公立の学校としては先進的な面を持つ。

## 沿革
- 1997年（平成9年） - 三好町立三好丘小学校と分離し、三好町立緑丘小学校として開校。
- 2010年（平成22年） - 三好町の市制施行により、みよし市立緑丘小学校となる。

## 校訓
- よく学び　心豊かに　たくましく

## 学校行事
- 4月
  - 入学式・始業式
  - 健康診断
- 5月
  - 運動会
- 6月
  - プール初泳ぎ
- 9月
  - 発育測定
- 11月
  - 修学旅行(6年)
  - みどりっ子フェスタ
- 1月
  - 書き初め大会
- 3月
  - 卒業式
  - 修了式